# Condado de Skagit
O Condado de Skagit é um dos 39 condados do estado americano de Washington. A sede de condado é Mount Vernon, e sua maior cidade é Mount Vernon. O condado possui uma área de 4,974 km², uma população de 102,979 habitantes, e uma densidade populacional de 23 hab/km² (segundo o censo nacional de 2000).